# Horvátzsidány
Horvátzsidány  (horvátul: Hrvatski Židan, németül: Siegersdorf) község Vas vármegyében, a Kőszegi járásban.

## Fekvése
Szombathelytől 30 kilométerre északra, Kőszegtől 7 kilométerre északkeletre fekszik, az osztrák határ közvetlen közelében, attól alig több mint 2 kilométerre.
A szomszédos települések: északkelet felől Peresznye, kelet felől Kiszsidány, délnyugat felől Kőszeg, nyugat felől pedig Ólmod. Közigazgatási területe délen, pontszerűen érinti még Kőszegpaty területét is, az államhatárral viszont nem érintkezik, a legközelebbi pontja, északnyugati határszéle attól légvonalban szűk fél kilométerre van.

### Megközelítése
Csak közúton közelíthető meg, három irányból: vagy a 84-es főút felől, lövői letéréssel, Sopronhorpácson át, a 8627-es úton, vagy a 87-es főút felől, Kőszegen át, szintén a 8627-esen, vagy pedig Csepregen keresztül, a 8624-es úton.
Vasútvonal nem érinti, a legközelebbi vasúti csatlakozási lehetőséget a Szombathely–Kőszeg-vasútvonal Kőszeg vasútállomása kínálja.

## Nevének eredete
Neve magyar személynév eredetű. A horvát hagyomány szerint azonban Horvátzsidány neve a horvát zidan szóból származik, melynek magyar jelentése „kőből épült”. Amikor ugyanis a horvátok idetelepültek, itt egy kőből épített házat találtak.

## Története
A település első okleveles említése 1225-ből származik Terra Sydan alakban abban az oklevélben, melyben II. Endre a község egy részét a borsmonostori apátságnak adja és az apátság új határait leírja. 1233-ban Terra Sedan alakban szerepel oklevélben. A falu a monostorhoz hasonlóan áldozatul esett a tatárjárás pusztításának és csak 1243-ban telepítették be újra. 1270-ben Sadan, 1331-ben Poss. Swdan, 1373-ban "Poss. monasterii (de Borsmonostra) Sidan", 1397-ben "Poss abbatis de Borsmonostra Felseu Sydan", 1441-ben Sydan néven említik a különféle írott források.
Az eredeti magyar lakosság a 15. század végén dúlt pestisjárvány, valamint az 1532. évi török hadjárat következtében végképp kipusztult. A községet Kőszeg várának sikeres megvédése után 1533-ban Jurisich Miklós kapta meg, aki 1533 és 1544 között horvátországi birtokairól, főként a Kupa az Una és a tengerpart által határolt területekről horvátokat telepített ide. Az újonnan telepítettek az első években teljes adómentességet kaptak. A török háborúk által a mezőgazdaságot érintő fellendülés kedvezett a község fellendülésének. A kuruc háborúk során azonban a hadak többször is feldúlták a települést, majd 1711-ben nagy pestisjárvány tört ki, melyben sokan meghaltak. A községnek valószínűleg már a 17. században működött a horvát nyelvű iskolája, az első írásos említése azonban csak 1846-ból származik.
Vályi András szerint "Horvát Zsidány Sigersdorf. Horvát falu Sopron Várm. földes Ura G. Eszterházy Uraság, lakosai katolikusok, fekszik Pereszynéhez nem meszsze, mellynek filiája; hegyes határja 2 nyomásbéli, bora savanyú, erdeje, legelője elég van."
Fényes Elek szerint "Horváth-Zsidány, horvát falu, Sopron vmegyében, Kőszeghez 1 mfd., 654 kath. lak., paroch. egyházzal. Határa 2250 hold, mellyből 756 hold szántó, 89 h. rét, 185 h. legelő, 1120 h. erdő, 100 hold szőlő. Földe kövecses. F. u. gr. Eszterházy Ferencz."
A falu fejlődésére kedvezőtlenül hatott, hogy a vasútvonalak elkerülték, ugyanakkor a vasúti közlekedés és szállítás előtérbe kerülése hátrányba hozta az addig fontos kereskedelmi utak közelében fekvő települést. A korábban nagyrészt kereskedelemből, háziiparból élő lakosság a kevesebb jövedelmet jelentő mezőgazdasági termelésre állt át. Ennek következtében nagyrészt elszegényedett.
A községnek 1910-ben 1051, többségben horvát lakosa volt, jelentős magyar kisebbséggel. 1950-ig a Sopron vármegye Csepregi járásához tartozott.
1992-től, a délszláv háború alatt 76 horvát diákot fogadtak be helyi családok, iskoláztatásuk a helyi horvát nemzetiségi iskolában folyt az 1995-ös tanévig.

## Közélete

### Polgármesterei
- 1990–1994: Krizmanich István (Katolikus Ifjúsági Vallási és ...)[7][8]
- 1994–1998: Krizmanich István (független horvát kisebbségi)[9]
- 1998–2002: Horváth Béla (független horvát kisebbségi)[10]
- 2002–2006: Krizmanich István (független)[11]
- 2006–2010: Krizmanich István (független)[12]
- 2010–2014: Krizmanich István (független)[13]
- 2014–2019: Krizmanich István (független)[14]
- 2019–2024: Krizmanich István (független)[15]
- 2024– : Krizmanich István (független)[1]

## Népesség
A település népességének változása:
| Lakosok száma | 808  | 809  | 808  | 823  | 811  | 831  | 819  |
|               | 2013 | 2014 | 2015 | 2021 | 2022 | 2023 | 2024 |

A 2011-es népszámlálás során a lakosok 91,7%-a magyarnak, 55,3% horvátnak, 1,9% németnek, 0,4% szlovénnek mondta magát (20% nem nyilatkozott; a kettős identitások miatt a végösszeg nagyobb lehet 100%-nál). A vallási megoszlás a következő volt: római katolikus 84,2%, református 0,5%, evangélikus 2,3%, görögkatolikus 0,1%, felekezet nélküli 1,8% (10,1% nem nyilatkozott).
2022-ben a lakosság 87,5%-a vallotta magát magyarnak, 36,5% horvátnak, 3% németnek, 0,7% cigánynak, 0,2% szlovénnek, 0,1% szerbnek, 2,5% egyéb, nem hazai nemzetiségűnek (9% nem nyilatkozott; a kettős identitások miatt a végösszeg nagyobb lehet 100%-nál). Vallásuk szerint 61,4% volt római katolikus, 1,8% református, 1,2% evangélikus, 0,5% görög katolikus, 0,9% egyéb keresztény, 1,4% egyéb katolikus, 2,5% felekezeten kívüli (30,3% nem válaszolt).

## Nevezetességei
- Dombon épült templomának titulusa Keresztelő Szent János. Az egyhajós templomot 1836-ban építették, érdekessége hogy tornya a szentély mögött helyezkedik el.
- A Škoruš gyűjtemény és kiállítás 2004-ben nyílt meg. A kiállításon főként néprajzi és helytörténeti anyagok láthatók.
- A községnek jelentős nemzetiségű kulturális élete van, melynek legjelentősebb képviselői a Horvát Katolikus Ifjúság Vallási és Kulturális Egyesület, a Škoruš Hagyományőrző és Környezetvédő Egyesület, a Peruška Mária énekkar, a Židanski Becari tamburazenekar, valamint a Židanske Žice ifjúsági tamburazenekar, néptánccsoport, színjátszó kör.
- A községben született Szabár Jakab vallási író.
- Kőszegen született, de horvátzsidányi származású Horváth Vilmos (1961), aki 1990-1998 között az első szabad választások után, a település és a választókerület egyéni országgyűlési képviselője volt, jelenleg a Szombathelyi DOBÓ SE elnöke, a Magyar Olimpiai Bizottság tagja.
- Dvorák László (1964) EB-ezüstérmes szabadfogású birkózó, háromszoros olimpikon (1988, 1992, 1996) Horvátzsidányban töltötte gyermekkora egy részét.
- Peruška Mária zarándokkápolna Horvátzsidányt körülölelő erdőben található – ott, ahol Kőszeg, Horvátzsidány, Kiszsidány és Peresznye  határai futnak össze. 1866-ban a peresznyei gróf fia, gróf Berchtold Lipót – aki az I. világháború idején az Osztrák-Magyar Monarchia külügyminiszteri posztját töltötte be – édesapjával vadászaton vett részt a tömördi erdőben. Az ekkor 3 éves fiúcska elveszett a vadászaton és három nap múlva épen, egészségesen találták meg a tölgyfa alatt, melyen egy Mária kép függött. A család gyakran látogatta a helyet, majd még az évben a gróf elrendelte, hogy minden évben ezen a napon hálaadó szentmisét tartsanak. 1950-ben politikai okokból a búcsújárás teljesen megszűnt. A tölgyfa korát 280 évre becsülik. 1980 óta a Peruška a Mária zarándokhely ismét fogadhatja híveit. 1994-ben épült fel a kis kápolna Szent Hubertus és Szűz Mária tiszteletére a hívek adományából, melyet az erdő hűs fái mellett egy mesterségek védőszentjeit ábrázoló szoborpark is körülölel.[18]

## Testvértelepülések
- Split (Horvátország)
- Drávavásárhely (Nedelišće) (Horvátország)

## Képgaléria

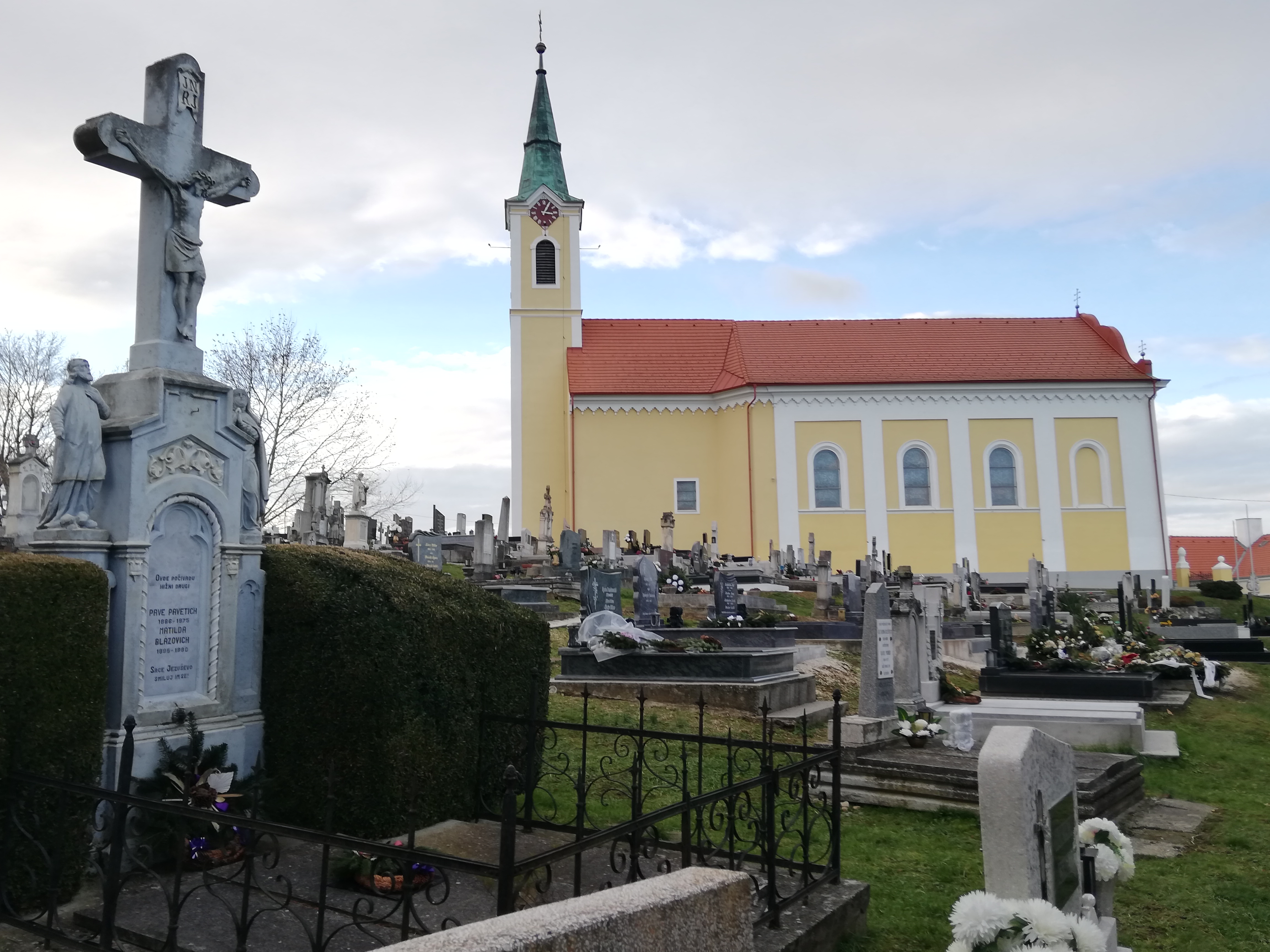
Temetőrészlet a templommal
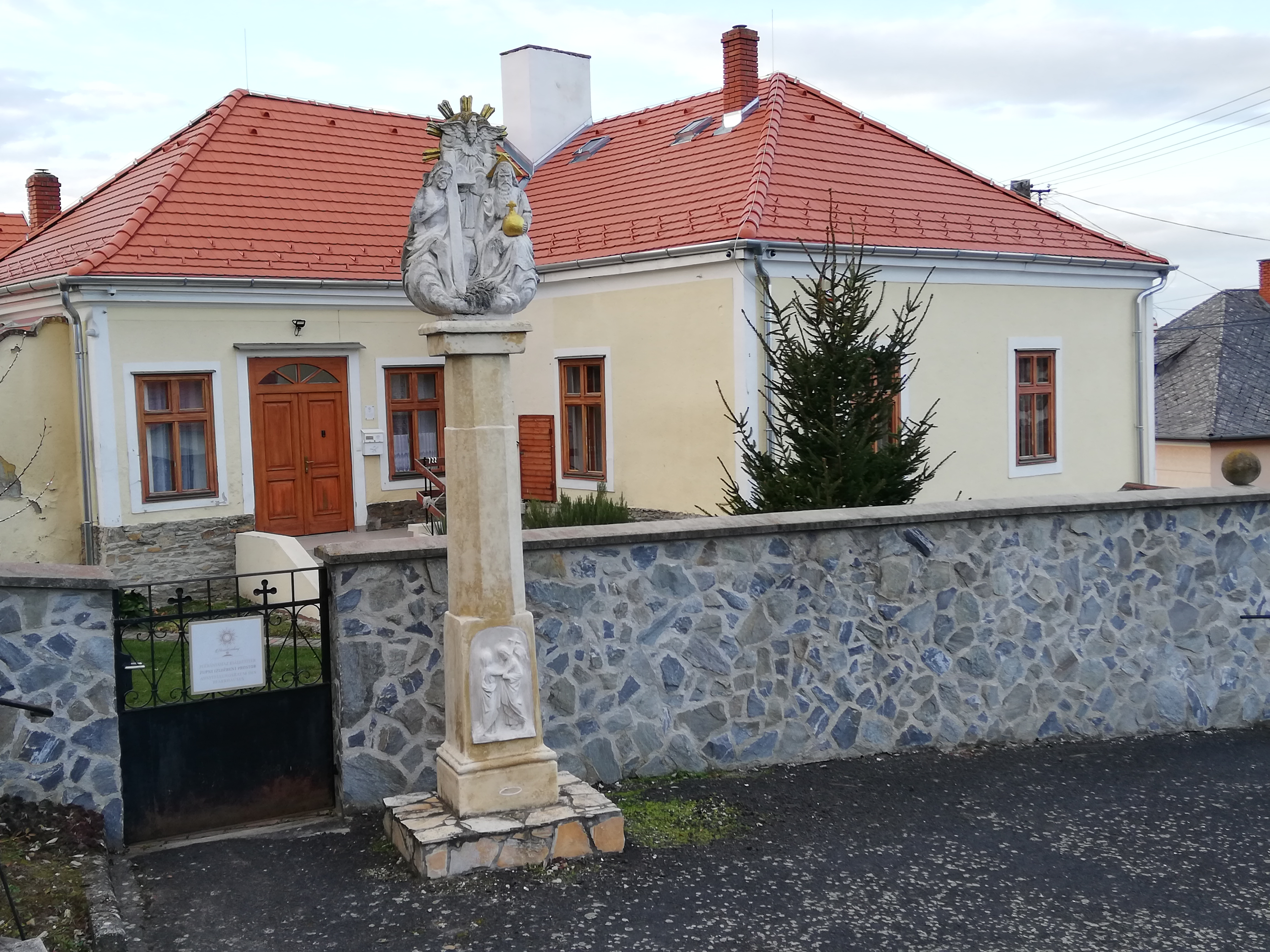
Plébánia
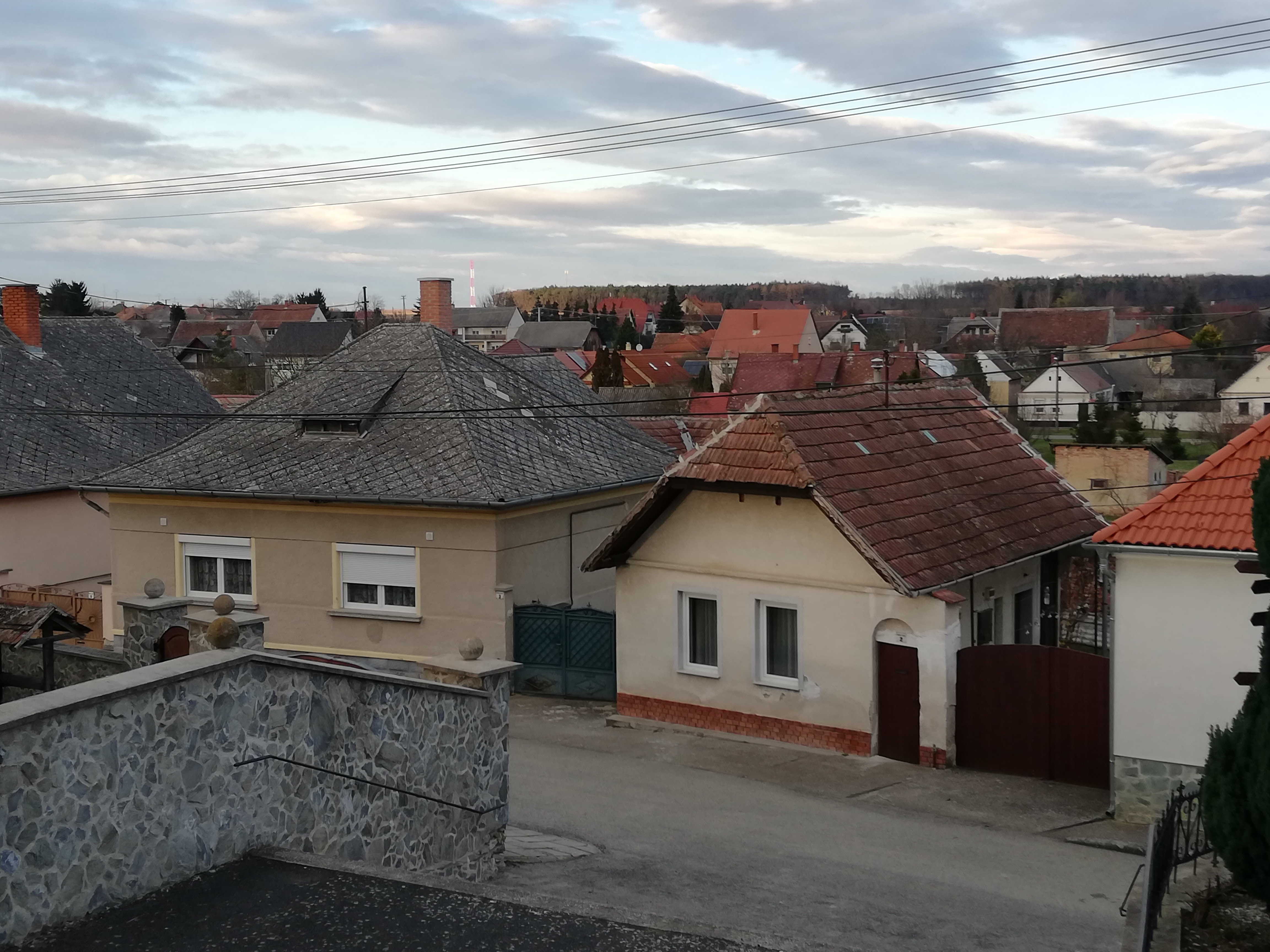
Falukép a templomkapuból nézve
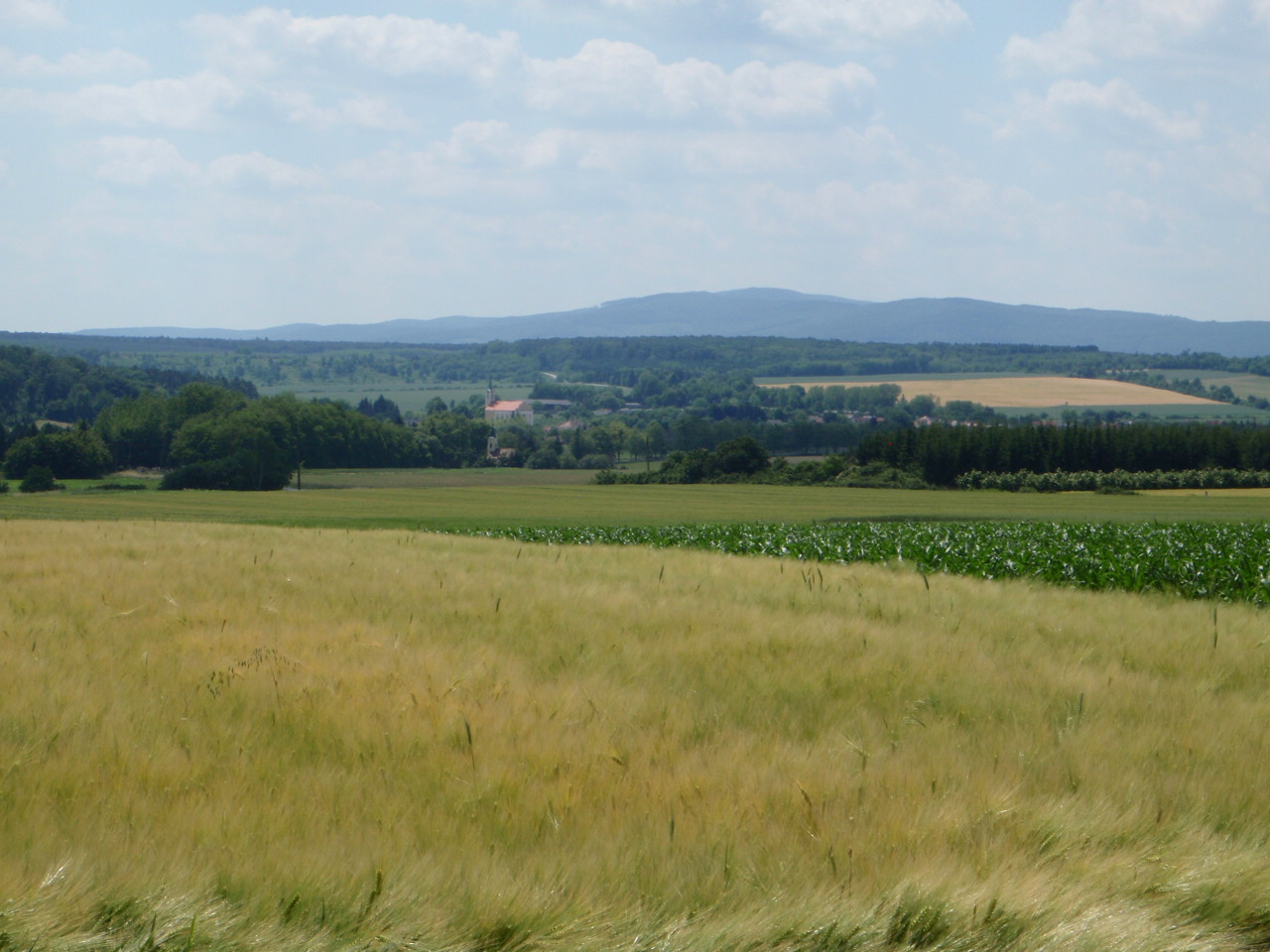
A község látképe, háttérben a Kőszegi-hegység
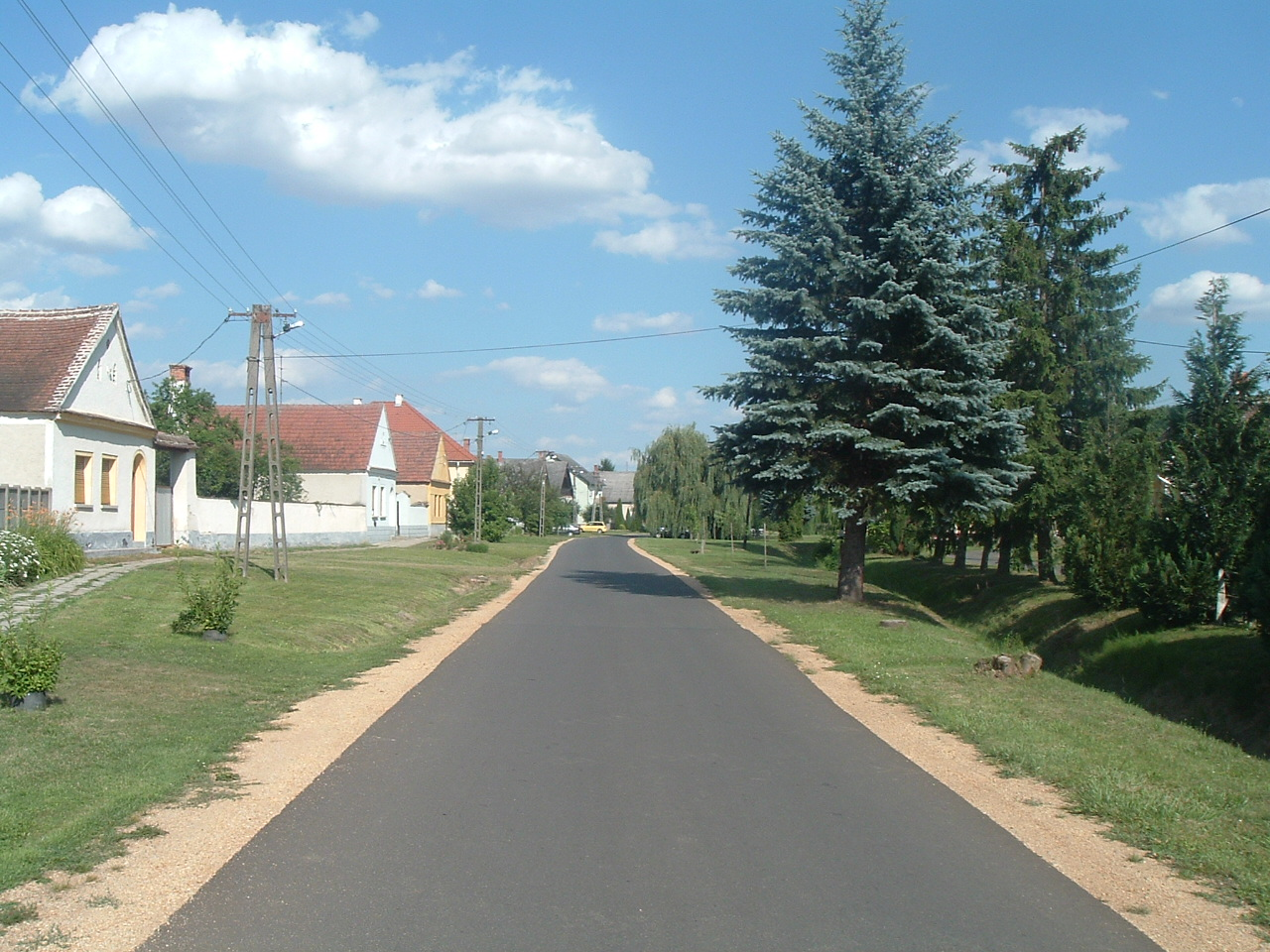
A Fő utca egy részlete kelet felé nézve
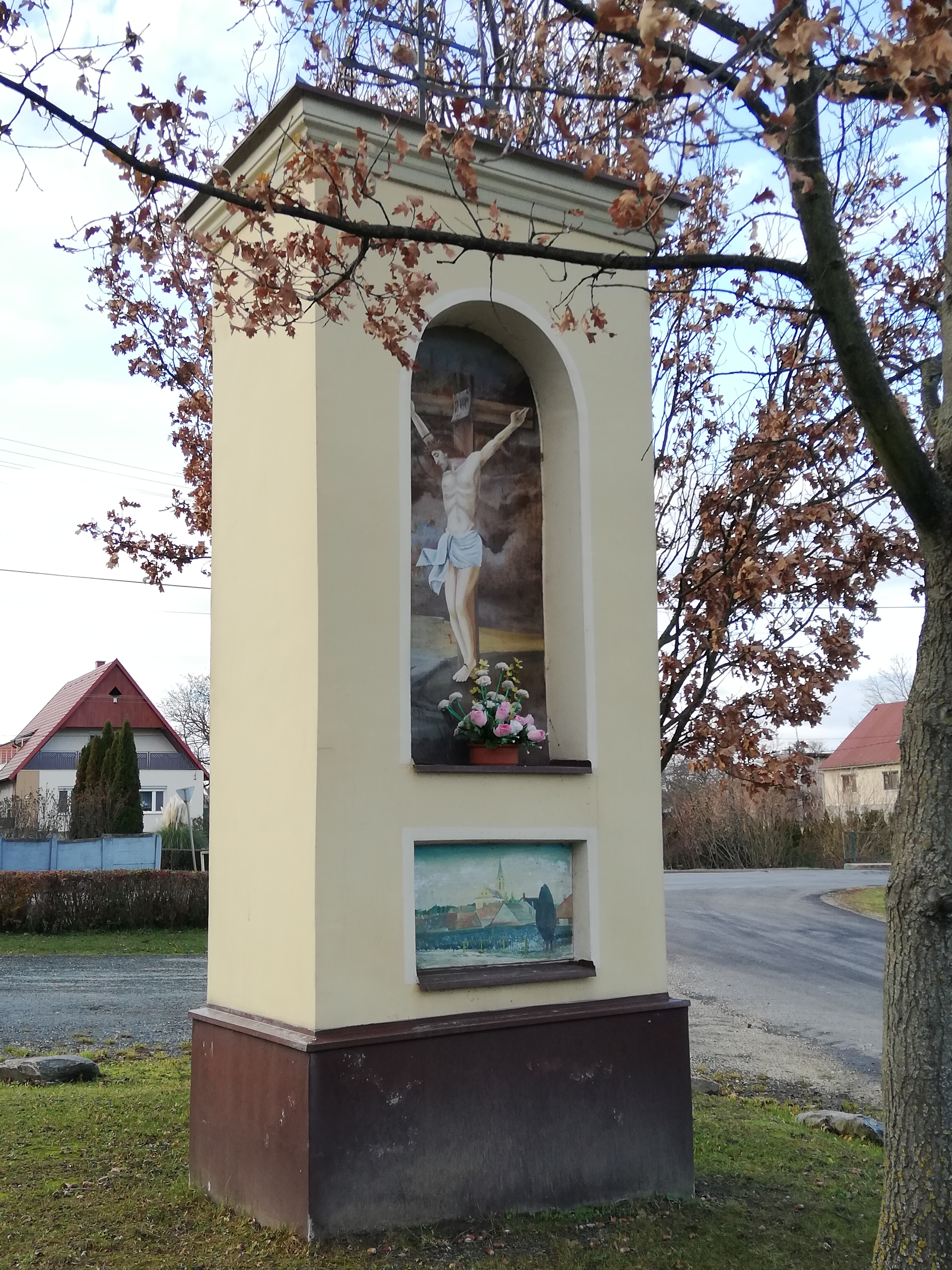
Fülkéskápolna
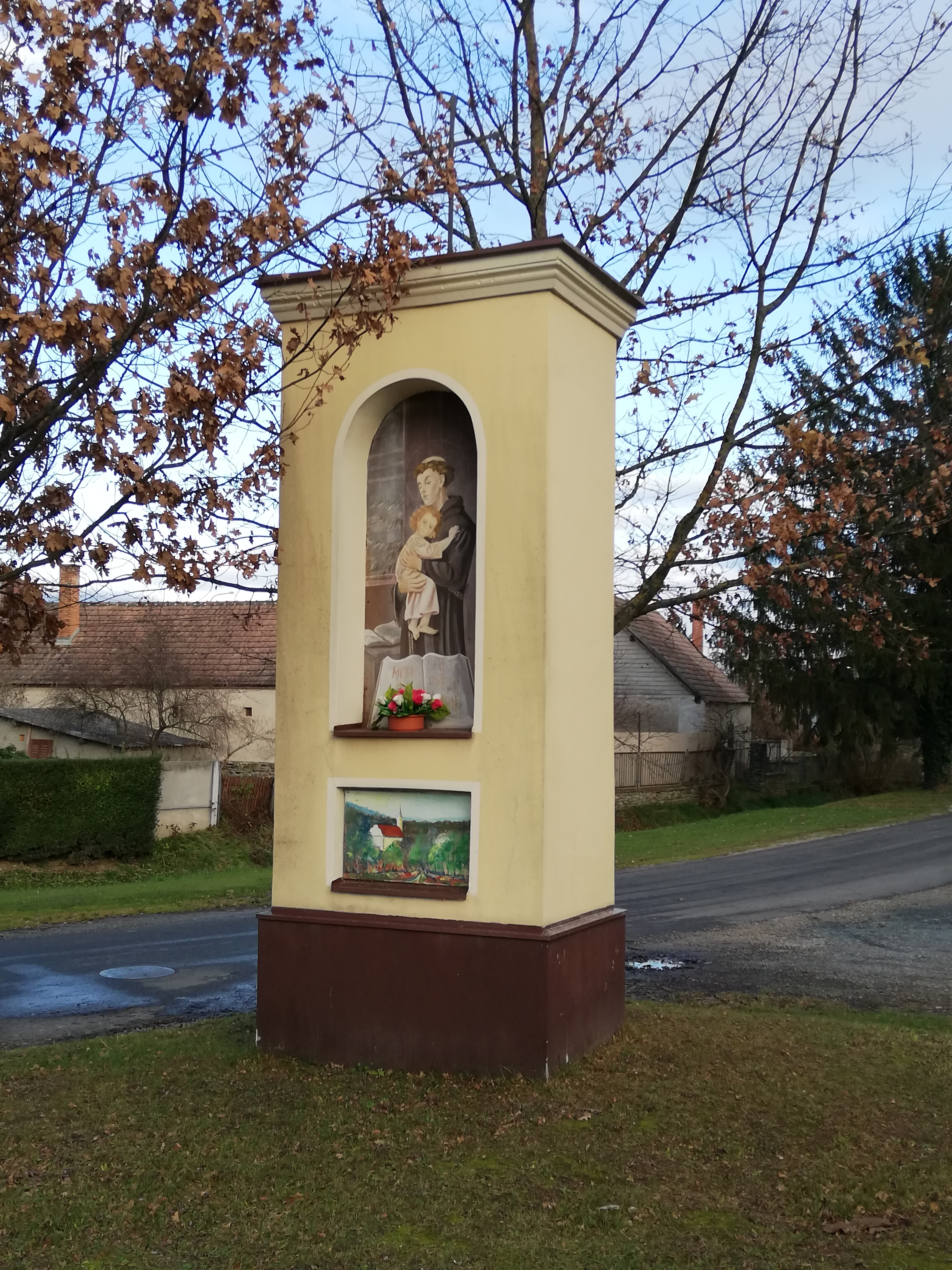
Fülkéskápolna
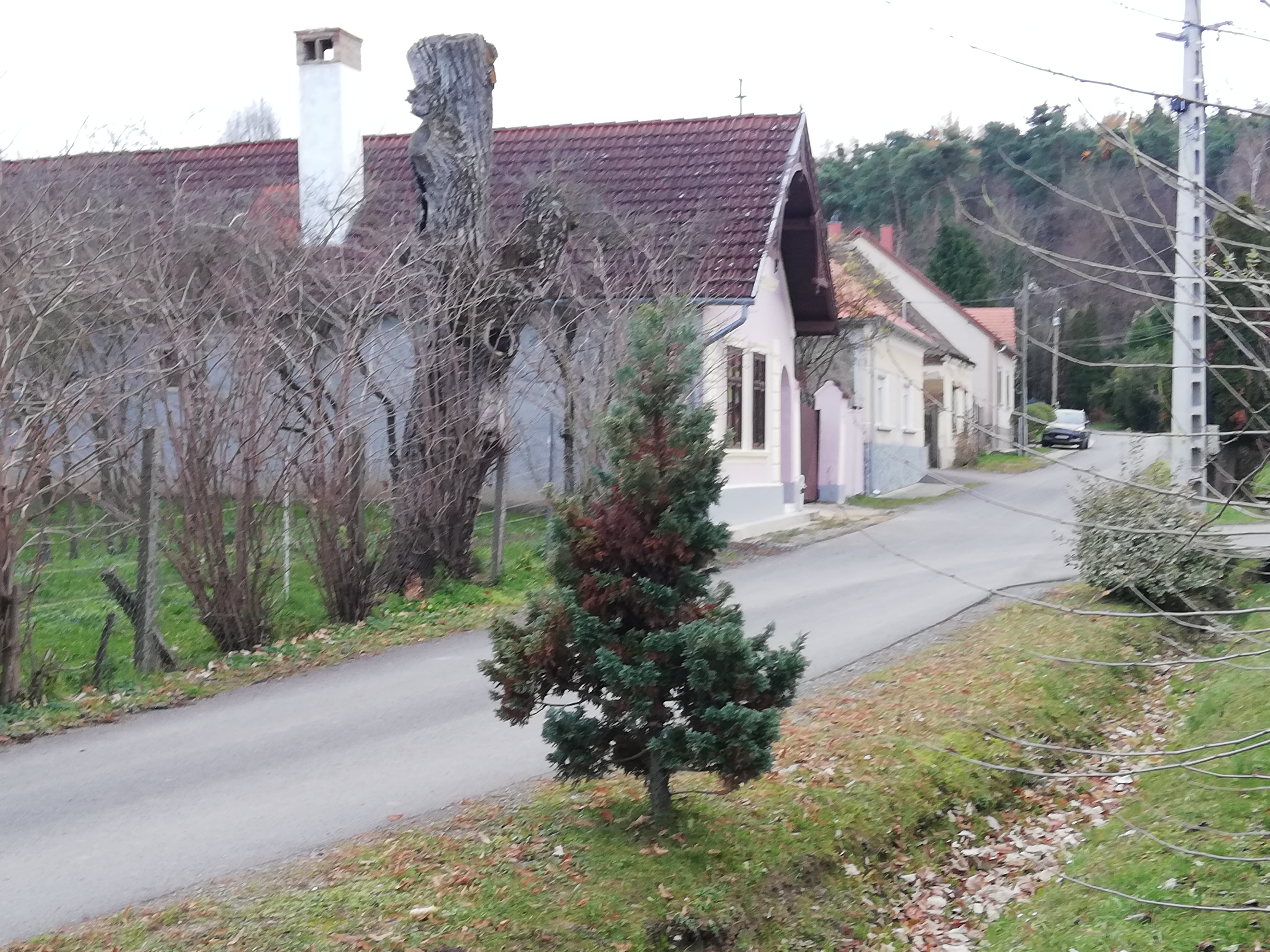
Utcakép
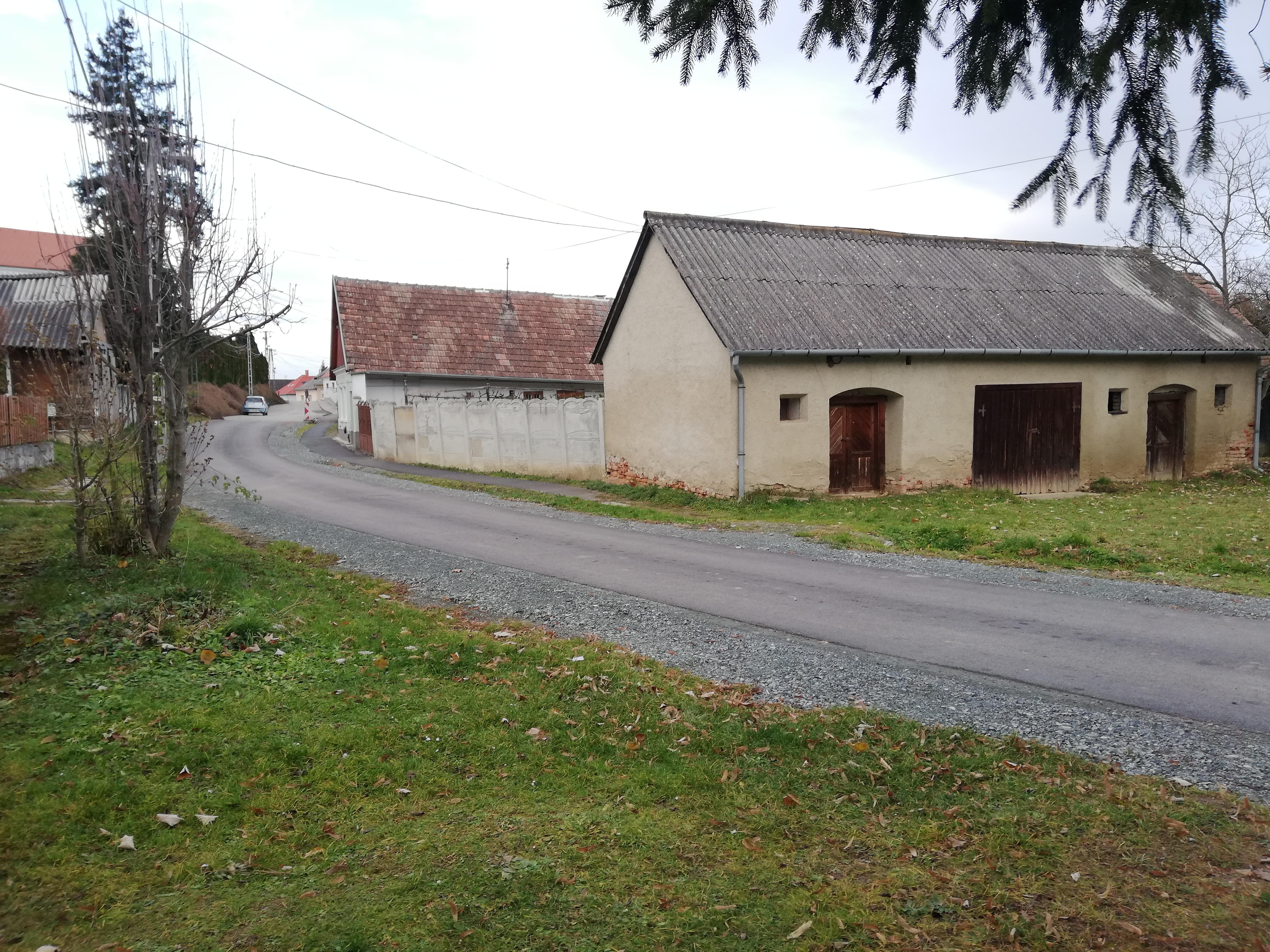
Utcakép
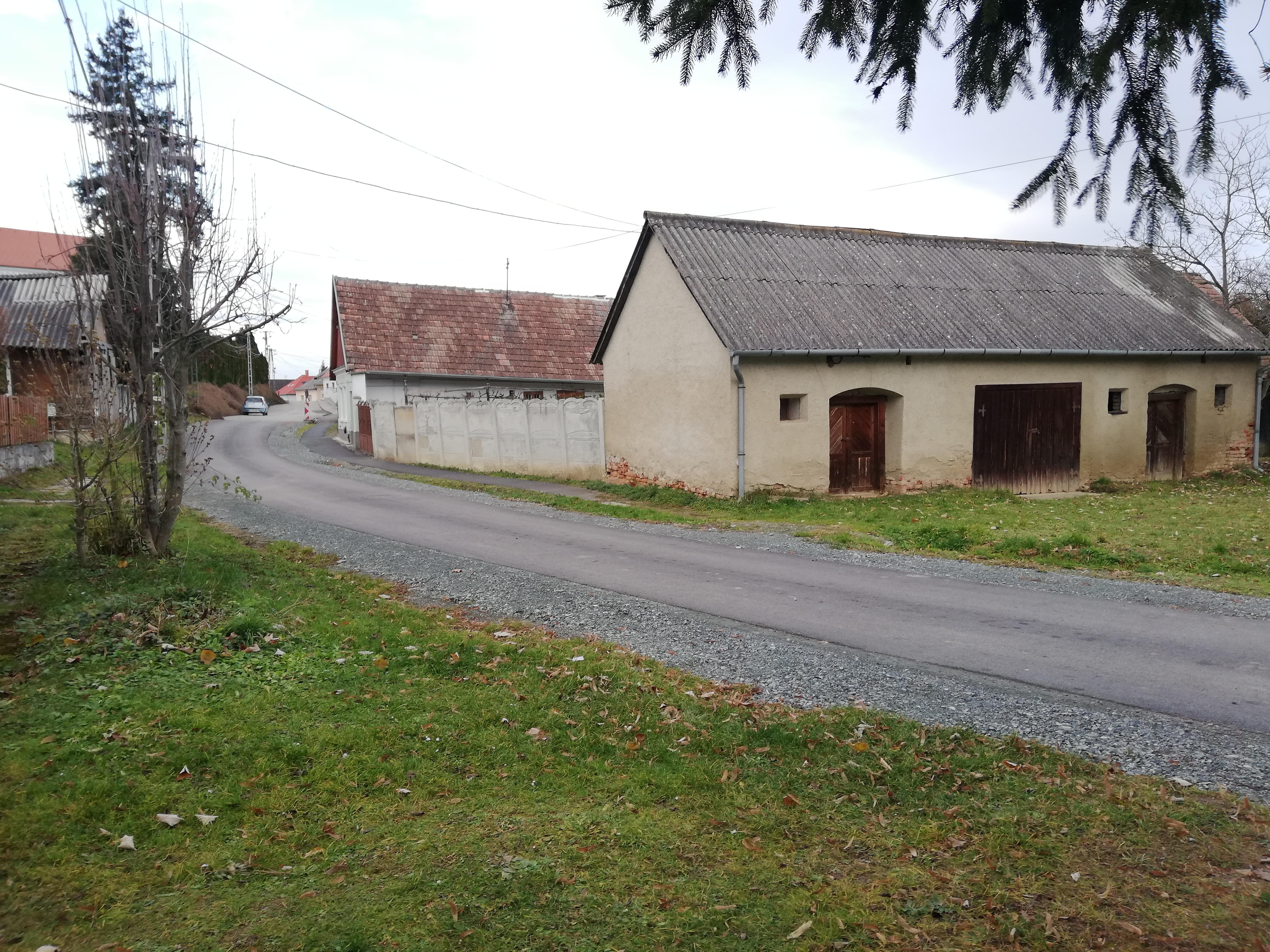
Utcakép
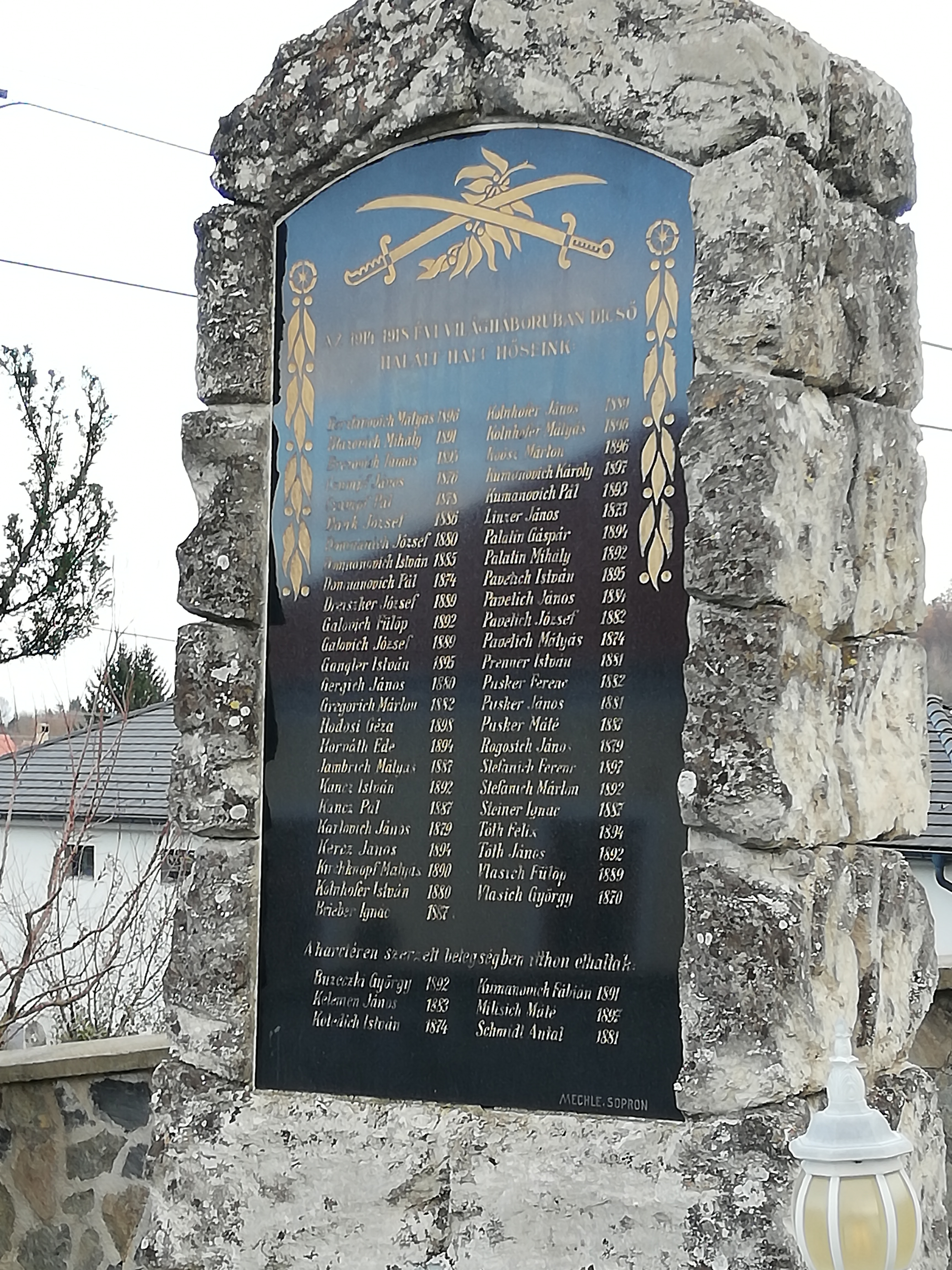
Hősi emlékmű
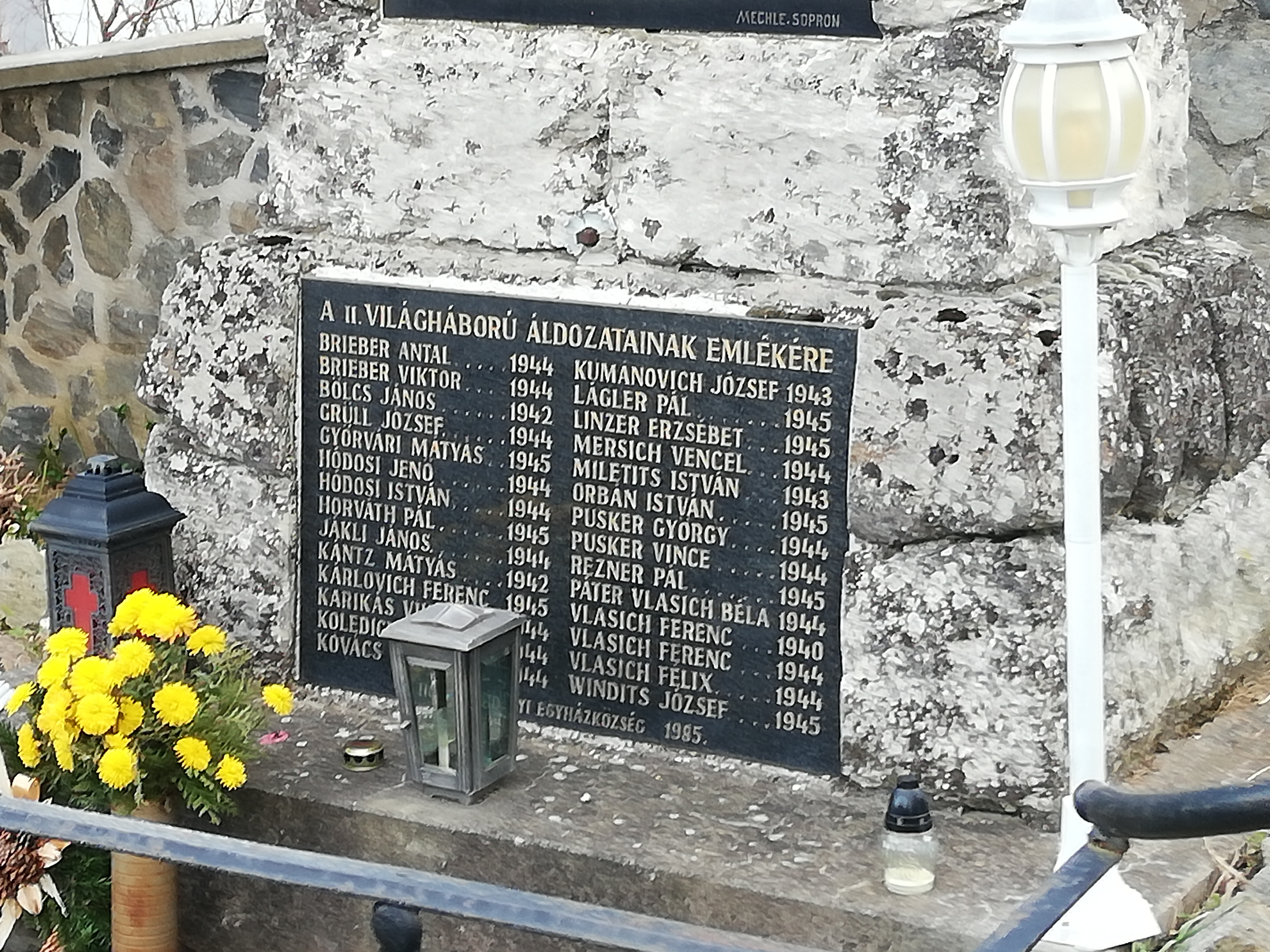
Hősi emlékmű